# Timbres de Mayotte 2006
Cet article recense les timbres de Mayotte émis en 2006 par La Poste.

## Généralités
Les timbres portent les mentions « Mayotte RF La Poste 2006 » (nom de la collectivité / République française / opérateur postal / année d'émission) et une valeur faciale en euro (€).
Ils servent pour affranchir le courrier au départ de la collectivité d'outre-mer.

## Légende
Pour chaque timbre, le texte rapporte les informations suivantes :
- date d'émission, valeur faciale et description,
- formes de vente,
- artistes concepteurs et genèse du projet,
- manifestation premier jour,
- date de retrait, tirage et chiffres de vente,

ainsi que les informations utiles pour une émission donnée.

## Janvier

### La râpe du coco
Le 16 janvier, est émis un timbre de 0,53 € sur la râpe de la pulpe de la noix de coco, ingrédient de cuisine. Devant une maison, un ménagère accroupie prépare ainsi son coco.
Le dessin est de R. Reboul pour une impression en offset en feuille de vingt-cinq timbres.
La manifestation premier jour a lieu le 14 janvier. Le cachet reprend le personnage du timbre dans son travail.
Le timbre est retiré de la vente le 31 août 2007.

## Mars

### La plage de Moya
Le 20 mars, est émis un timbre touristique de 0,48 € montrant le paysage de la plage de Moya, sur Petite-Terre.
Le dessin est signé D. Ranucci pour une impression en offset en feuille de vingt-cinq timbres.
La manifestation premier jour a lieu le 18 mars. Le cachet reprend le figuré du timbre.
Le timbre est retiré de la vente le 31 août 2007.

### Protection des tortues
Le 20 mars, est émis un bloc de trois timbres de 0,53 € pour promouvoir la protection des tortues marines. L'ensemble illustre la vie d'un spécimen : la vie dans l'océan, la ponte sur une plage et les premiers moments des petits.
Le bloc est dessiné par Frédéric Cadoux et imprimé en offset.
La manifestation premier jour a lieu le 18 mars. Le cachet premier jour représente un groupe de tortues.
Le bloc est retiré de la vente le 31 août 2007.

## Mai

### Les amphidromes
Le 15 mai, est émis un timbre de 1,07 € sur les amphidromes, des navires qui peuvent naviguer dans les deux sens.
Le dessin est signé Daniel Vacher pour une impression en offset. Le timbre de 4,8 × 2,7 cm est conditionné en feuille de vingt-cinq exemplaires.
La manifestation premier jour a lieu le 13 mai. Le timbre à date représente un amphidrome.
Le timbre est retiré de la vente le 31 août 2007.

### Le marché en brousse
Le 15 mai, est émis un timbre de 0,53 € illustré d'une peinture Le Marché en brousse : deux femmes vendent visiblement des fruits et des légumes devant une cabane, en plein soleil.
La peinture est de Vincent Rocher. De format 4,8 × 2,7 cm, le timbre est imprimé en offset en feuille de vingt-cinq unités.
La manifestation premier jour a lieu le 13 mai. Le cachet reprend une partie de l'illustration des timbres.
Le timbre est retiré de la vente le 31 août 2007.

## Juin

### Carte de Mayotte mention «Phil@poste»
En juin 2006, pour pallier une pénurie, l'imprimerie de Phil@poste Boulazac reçoit une demande du bureau de Mayotte pour retirer des timbres de 0,02 € gris, 0,05 € vert-bleu et 0,10 € violet foncé de la série d'usage courant au type Carte de Mayotte. Par rapport aux timbres de mêmes valeurs précédents émis en 2004, ils portent la mention d'imprimeur « Phil@poste » remplaçant « ITVF » depuis le renommage du service philatélique de France métropolitaine.
Ces timbres « Phil@poste » sont découverts en 2007 par un collectionneur : La Poste de Mayotte n'a pas communiqué sur ce tirage. Le coin daté découvert porte la date du 16 juin 2006.
Émis pour la première fois le 4 janvier 2001, ce type sur lequel le relief de l'île est représenté en noir et blanc sur un fond de couleur uni, est dessiné par Vincent Lietar. Les timbres de 1,7 × 2,3 cm sont imprimés en offset en feuille de cent.

## Juillet

### Shizia Mlili
Le 3 juillet, est émis un timbre de 0,53 € représentant une plante du genre des aloès, le shizia mlili (Aloe mayottensis).
Le timbre de 2,6 × 3,6 cm est dessiné par Hervé Louze pour une impression en offset en feuille de vingt-cinq unités.
La manifestation premier jour a eu lieu le 1er juillet à Kani-Kéli. Le cachet reprend la plante et le détail d'une tige en fleurs illustrant le timbre.

## Septembre

### La danse de moulidi
Le 11 septembre, est émis un timbre de 0,75 € présentant la danse de moulidi, une fête religieuse.
L'illustration est créé par Nathalie Murat-Thévenot. Le timbre de 4,8 × 2,7 cm est imprimé en offset en feuille de vingt-cinq exemplaires.
La manifestation premier jour a lieu le 9 septembre à Sada. Le cachet reprend l'illustration du timbre.

### Le frangipanier

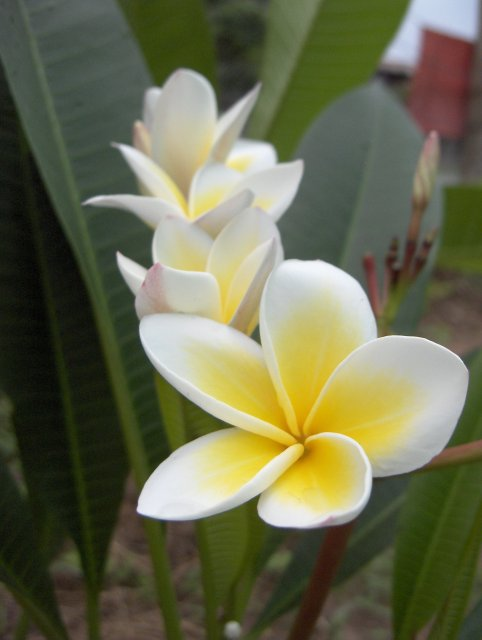
Fleurs de Plumeria alba.

Le 11 septembre, est émis un timbre de 0,53 € sur le frangipanier de l'espèce Plumeria alba dont les pétales de ses fleurs sont jaunes au centre et blanches à l'extérieur comme le montre une branche fleurie sur la droite du timbre. Le reste de l'illustration est consacré à la vision d'ensemble de l'arbre.
Le timbre de 3,6 × 2,6 cm est dessiné par Christine Louze pour une impression en offset en feuille de vingt-cinq exemplaires.
La manifestation premier jour a lieu le 9 septembre à Coconi, sur la commune d'Ouangani. L'illustration du timbre (arbre et vue rapprochée d'une branche) est reprise sur le cachet à date.

## Novembre

### La paille-en-queue
Le 20 novembre, est émis un timbre de 0,54 € représentant plusieurs spécimens de paille-en-queue (Phaethontidae), des oiseaux aux plumes centrales très longues.
Le timbre carré de 3,6 cm de côté est dessiné par Nadine Murat Thévenot pour une impression en offset en feuille de vingt-cinq.
La manifestation premier jour a lieu le 18 novembre à Dzoumogne, sur la commune de Bandraboua.

### Sources
- La presse philatélique française, dont les pages nouveautés de L'Écho de la timbrologie et de Timbres magazine :
  - dont la liste des timbres retirés de la vente le 31 août 2007 reproduite dans L'Écho n°1812, novembre 2007, page 20 et dans Timbres magazine n°84, novembre 2007, page 16.
- Le catalogue de vente par correspondance de La Poste française.
- Le site de la Société mahoraise de philatélie et de cartophilie présente les enveloppes premier jour confectionnées par l'association, sur lesquelles le timbre à date et son illustration sont visibles.